# Inter City Firm
Inter City Firm (ICF) är en engelsk huliganfirma som är associerade med West Ham United. Firman var huvudsakligen verksam på 1970-, 1980- och början av 1990-talet. Namnet kommer från användningen av Intercity-tåg för att resa till bortamatcher.